# Emil Londzin
Emil Londzin (ur. 19 marca 1911 w Czechowicach, zm. 11 września1980) – polski artysta fotograf. Członek rzeczywisty Związku Polskich Artystów Fotografików. Członek założyciel Stowarzyszenia Miłośników Fotografii w Jeleniej Górze.

## Życiorys
Emil Londzin (syn Antoniego i Ewy z domu Szarzec) – absolwent Wyższej Szkoły Fotografii Stosowanej w Wiedniu, związany z fotografią artystyczną od 1930 roku, kiedy to po raz pierwszy zaprezentował swoje zdjęcia w Cieszynie, na indywidualnej wystawie fotograficznej – Beskidy. Po zakończeniu II wojny światowej – w 1945 roku był autorem wystaw poświęconych koronacji holenderskiej królowej Julianny. Wystawy odbyły się równocześnie w Amsterdamie oraz w Ulrechcie.
W 1952 roku został przyjęty w poczet członków rzeczywistych Związku Polskich Artystów Fotografików. W tym samym roku podjął pracę instruktora fotografii w Centralnym Ośrodku Harcerskim w Cieplicach. Od 1959 roku do 1965 współpracował jako fotograf z teatrami w Jeleniej Górze, Wałbrzychu, Wrocławiu oraz teatrami w NRD (Berlin, Drezno, Görlitz, Żytawa), W 1961 roku był współzałożycielem i pierwszym prezesem ówczesnego Stowarzyszenia Miłośników Fotografii w Jeleniej Górze – obecnego Jeleniogórskiego Towarzystwa Fotograficznego. Emil Londzin jest autorem i współautorem wielu wystaw fotograficznych; indywidualnych oraz zbiorowych. Został pochowany na ewangelickim cmentarzu parafialnym w Ustroniu.